# 範 (鑄造工具)
範，又稱鑄型，是一種鑄造時容納金屬溶液的容器。範的空腔部分名叫「範腔」或「型腔」，而為範腔引入金屬液和排出氣體的管道則稱為「澆注系統」。

## 製範方法
範一般透過模製作而成。模是用於製作範的模型。

## 分類
按照範的功能，可以分為外範和內範。外範用作形成鑄件（如：青銅器）的外層形狀，而內範則是用於形成鑄件（如：青銅器）的內層形狀。外範和內範之間的空間就是「範腔」。
按照範的形態，可以分為整體範和組合範。如果範是完整一塊的，就成為整體範，如果要幾塊範組合在一起才能完成鑄造過程，則其範稱為組合範。透過組合範鑄造而成的器物會有範線。
按照範的材質，可以分為石範、陶範和金屬範（如：銅範、鐵範）等。在中國古代青銅器的製作中，以陶範較為常見，多為一用即棄。

## 使用方法
要透過範鑄造金屬器（如：青銅器），先要將熱熔的液態金屬透過「澆注系統」灌注進「範腔」之中，然後等候金屬在內冷卻凝固，即可。根據模和範的材質和形態，具體落實下來可以分為不同的鑄造金屬器的方法，如陶範法、石範法、金屬範法、疊鑄法、合範法、焚失法和失蠟法等。